# 景嬪朴氏
景嫔朴氏（경빈 박씨，?—1761年1月），原为守则朴氏，朝鲜王朝18世纪英祖大王的次子莊獻世子(即莊祖)之後宫。

## 生平
景嫔朴氏本是大王大妃殿（仁元王后）车衣间的内人。1757年，仁元王后逝世。同年9月，思悼世子临幸朴氏，由於是在孝期中，于礼不合，犯下禁忌。3个月后被英祖发现，遭到严厉的谴责。不過後來朴氏仍被納入世子後宮，封為守則（不知是否她當時已有身孕？因為按理說在服喪期間發生這種事是相當重的罪，即使是正式嬪妃都是如此，何況朴氏當時還是毫無名分的宮女，如果因此被逐出宮外甚至被處死恐怕都不為過）。
根据《恨中录》记载，思悼世子非常迷恋朴氏，他为她花费重金布置住处，对她无微不至。当东宫殿资金用尽，思悼世子甚至挪用王宫公款。英祖为此大发雷霆。
1761年农历1月，朴氏为思悼世子更衣时，思悼世子忽然发病（思悼世子患有严重的精神失常），将朴氏殴打致死。
朴氏育有一子一女，即恩全君李禶与清瑾县主。
高宗（朝鲜高宗）三十六年九月追封为贵人，高宗三十八年十月，加赠景嫔。